# Hamatonbetsu
Hamatonbetsu (浜頓別町?) è una cittadina giapponese della prefettura di Hokkaidō.